# Батайська волость
Батайська волость — історична адміністративно-територіальна одиниця Ростовського повіту Катеринославської губернії, потім Ростовського округу Області Війська Донського з центром у селі Батайськ.
Станом на 1886 рік складалася з 2 поселень, 2 сільських громад. Населення — 13968 осіб (7016 особи чоловічої статі та 6952 — жіночої), 2285 дворових господарств.
|                     | Площа, десятин | У тому числі орної, дес. |
| ------------------- | -------------- | ------------------------ |
| Сільських громад    | 34096          | 28968                    |
| Приватної власності | —              | —                        |
| Іншої власності     | 342            | 242                      |
| Загалом             | 34438          | 29210                    |

Поселення волості:
- Батайськ — село над річкою Койсюг за 7 верст від повітового міста, 6958 осіб, 1197 дворів, 2 православні церкви, школа, 16 лавок, цегельний завод, рейнський погріб, 6 постоялих дворів. За півтори версти — залізнична станція Батайськ.
- Койсюг — село над річкою Койсюг, 6923 особи, 1088 дворів, 2 православні церкви, школа, 10 лавок, 2 рейнських погреби, земська станція.